# نيكولا دي فرانسيا
نيكولا دي فرانسيا (بالإيطالية: Nicola Di Francia)‏ هو لاعب كرة قدم إيطالي في مركز الدفاع، ولد في 24 سبتمبر 1985 في لاكويلا في إيطاليا. لعب مع L'Aquila 1927 ‏.